# 赫济利夫亚尔河
赫济利夫亚尔河（羅馬化：Hedzyliv Yar）是烏克蘭的河流，位於該國南部，屬於科德馬河的左支流，發源自波利亞內齊凱，流經敖德薩州和尼古拉耶夫州，河道全長29公里，流域面積323平方公里。